# Opération Tigre (1944)
Pour les articles homonymes, voir Opération Tiger et Tigre (homonymie).

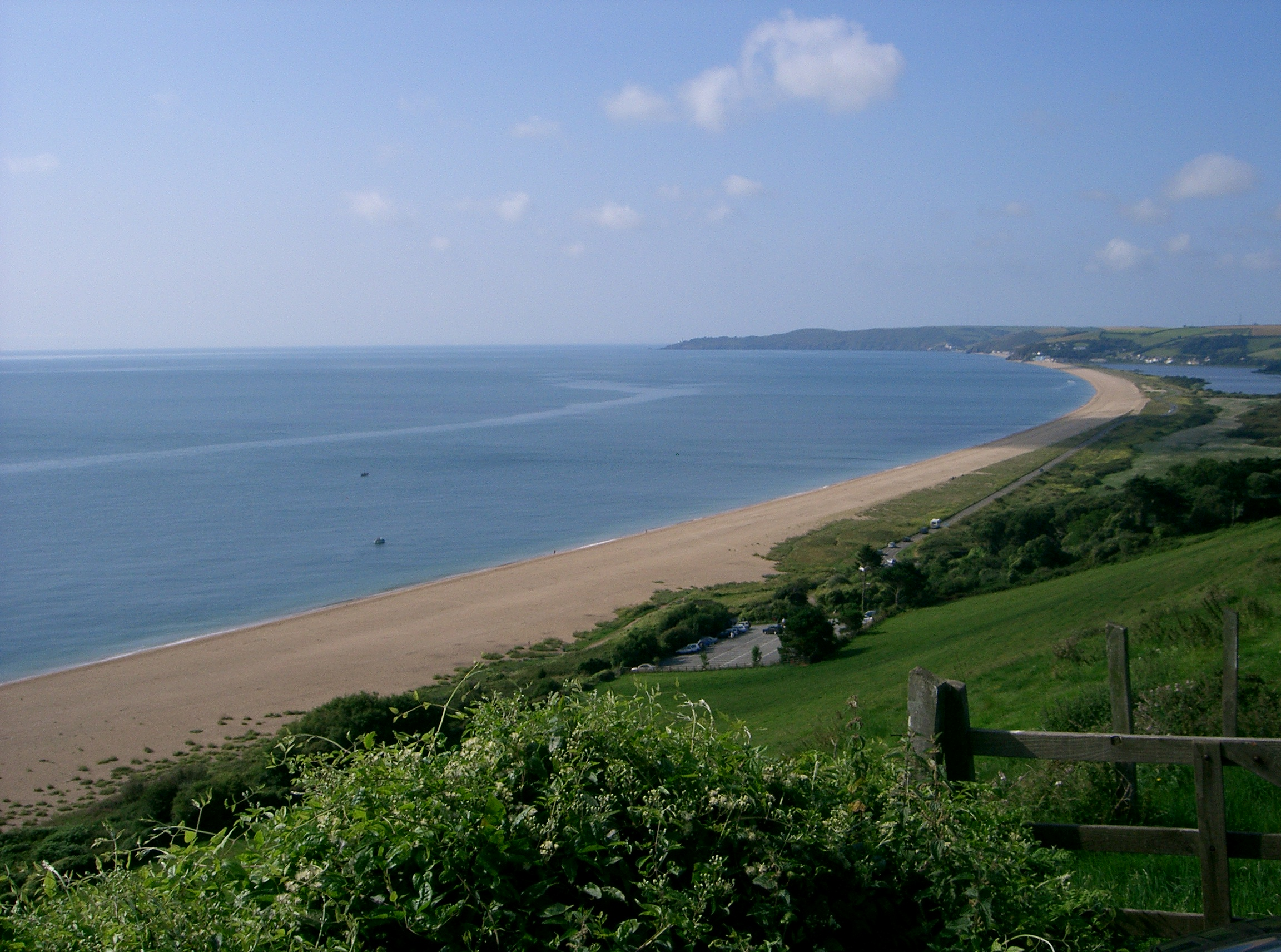
Plage de Slapton Sands.

Pendant la Seconde Guerre mondiale, l’opération Tigre ou exercice Tigre (operation Tiger ou exercise Tiger en anglais) fut un exercice militaire de répétition du débarquement de Normandie qui eut lieu à Slapton Sands, dans le comté de Devon, dans le sud-ouest de l'Angleterre en avril 1944.
Cette répétition générale, conduite par les Britanniques et les Américains, durant neuf jours, fut émaillée de nombreuses erreurs, défaillances et accidents mais surtout d'une attaque surprise de vedettes lance-torpilles allemandes. Le bilan global est de 749 soldats américains tués.
L'opération permit néanmoins d'améliorer la communication entre unités alliées et le sauvetage à la mer des soldats. Elle fut longtemps ignorée des historiens, même après la guerre, en raison du secret militaire qui entoura cette opération et ses pertes.

## Préambule

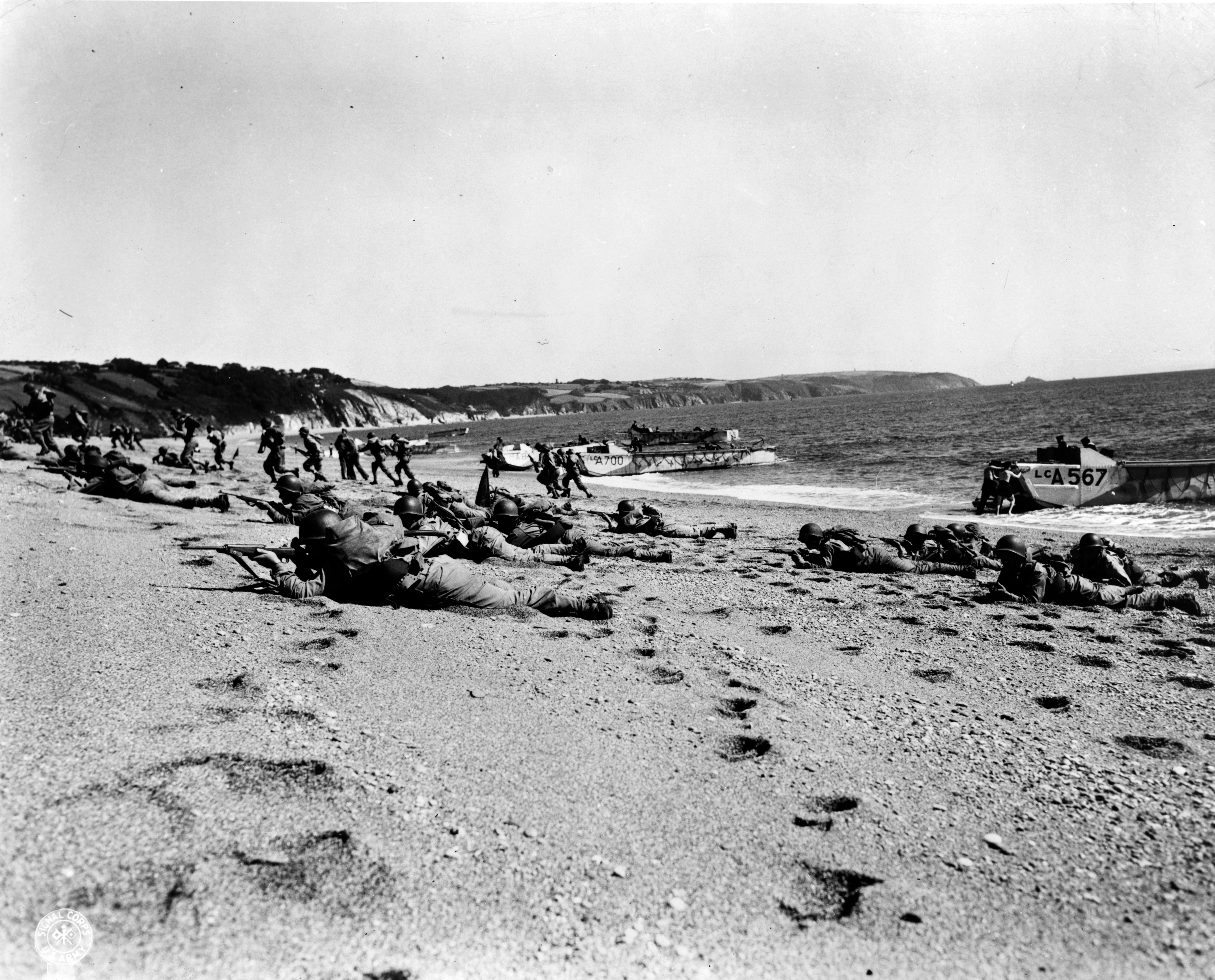
Soldats américains débarquant sur la plage de Slapton Sands.

Le 27 avril 1944, l'état-major interallié, pour préparer les soldats américains qui devaient débarquer en France, organisa une série d'exercices. Un « premier » débarquement fut organisé sur la plage de Slapton Sands, dans le comté de Devon, dans le sud-ouest de l'Angleterre, qui fut choisie en raison de sa ressemblance avec celles d'Omaha Beach et Utah Beach.
Les 3 000 habitants de cette baie avaient été expulsés le 20 décembre 1943 de leurs domiciles qu'ils ne retrouveront qu’un an après. Durant cette période, 30 000 soldats y logèrent, mais l'expulsion avait aussi pour but de maintenir le secret sur les opérations qui se déroulaient dans cette zone.
Les villages furent évacués, les routes fermées, les sites et monuments historiques protégés. Des soldats alliés jouèrent le rôle des Allemands. Cette opération fut menée dans des conditions « réelles » et dans le plus grand secret.

## Historique

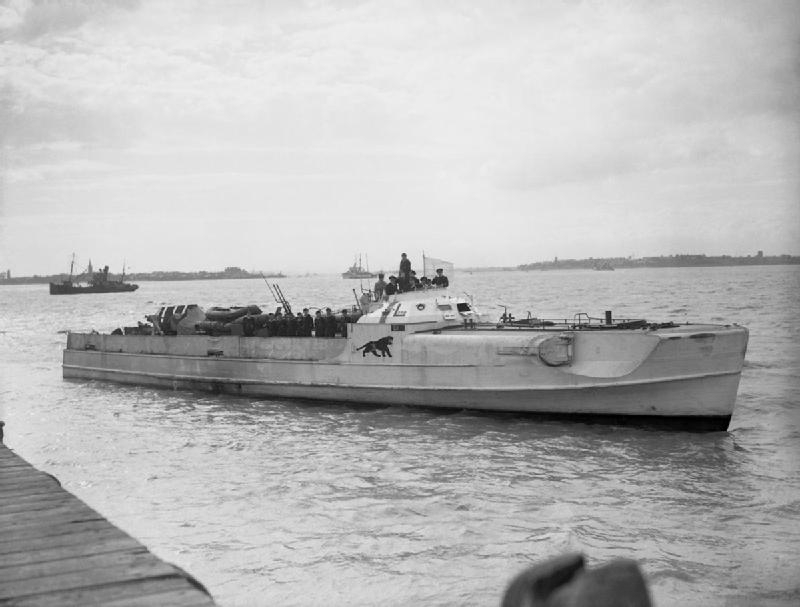
Vedette lance torpille allemande.

L'opération Tigre devait être une dernière répétition avant le débarquement de Normandie (opération Neptune), elle dura du 22 au 30 avril 1944, planifiée par le Quartier général suprême allié (Supreme Headquarters Allied Expeditionary Force ou SHAEF).
La nuit précédente, il était prévu d'effectuer un exercice de débarquement de matériel lourd avec neuf bateaux de débarquement (Landing Ship Tank ou LST). Le lent convoi de ces navires faisait une ligne ininterrompue de 8 km de long.
Le 27 avril 1944, neuf vedettes lance torpilles allemandes (Schnellboote) quittèrent le port de Cherbourg, afin d'intercepter deux convois signalés au large de la presqu'île de Portland, situé sur la côte anglaise un peu plus à l'est du lieu prévu des opérations alliées.Il s'agit des :
- 5e flottille : 6 vedettes travaillant par paires : S 100 et S 143. S 140 et S 142. S 136 et S 138 (capitaine de corvette Bernd Klug (en))
- 9e flottille : 3 vedettes : S 130, S 145, S 150 (capitaine de corvette Götz Freiherr von Mirbach (en))[3].

À cause du brouillard, les vedettes manquèrent les convois mais tombèrent par hasard, dans la baie de Lyme, sur huit gros LST américains en cours de répétition de débarquement, escortés seulement par la corvette britannique HMS Azalea, leurs radios non calées sur la même fréquence.
Le convoi devait théoriquement être protégé également par un autre navire britannique, le HMS Scimitar, un destroyer de la Première Guerre mondiale. Ayant subi des dégâts après une collision, celui-ci est resté au port de Plymouth pour réparations. Son remplaçant n'était pas encore en place à l'arrivée des S-Boote allemands.
Bien que l'alerte aux S-Boote ait été donnée deux heures plus tôt, l'incompréhensible lenteur du convoi de débarquement permit aux vedettes rapides allemandes de torpiller les LST 507 et 531 et d'endommager gravement le LST 289. Quoique repérées par les Britanniques, les vedettes ne furent pas signalées aux Américains. Par manque de coopération entre l'U.S. Army et l'U.S. Navy, beaucoup de soldats américains périrent noyés dans la Manche bloqués dans les LST coulés, ou d'hypothermie. En un quart d'heure à peine, l'attaque causa la mort de 749 personnes (198 marins et 551 soldats) et fit une centaine de blessés,.
Le général Eisenhower, commandant du SHAEF, ne donna l'ordre de récupérer les naufragés qu'à l'aube, et de nombreux marins, attendant d'être secourus, moururent noyés ou d'hypothermie. Les soldats, qui n'étaient pas habitués à l'évacuation en mer, paniquèrent et n'attachèrent pas correctement leur gilet de sauvetage. Pour certains, lorsqu'ils sautèrent à l'eau, le poids de leur équipement de combat les fit basculer en arrière, maintinrent leur tête sous l'eau et les noyèrent.
Dix officiers noyés durant l'exercice Tigre portaient des plans partiels du débarquement de Normandie, avec des instructions secrètes, sous le nom de code « bigot »,.
L'état-major allié, qui s'était lancé dans un vaste plan de diversion et d'intoxication (l'opération Fortitude visait à faire croire à un débarquement aux environs de Calais) craignit que l'attaque des S-Boote allemands n'ait pas été une simple coïncidence et que les plans du débarquement avec l'objectif réel sur les côtes de Normandie ne fussent tombés aux mains des Allemands.
Il lança donc une vaste pêche aux cadavres dans la baie de Lyme, et ce n'est que lorsque tous les plans manquants furent récupérés qu'on choisit de poursuivre l'opération Overlord.

## Conséquences
Le SHAEF tira toutefois les conséquences de l'événement en ordonnant :
- la standardisation des fréquences radio américaines et britanniques ;
- un meilleur entrainement à l'utilisation des gilets de sauvetage ;
- la planification de récupération d'éventuels naufragés par l'utilisation de petites embarcations.

De meilleures collaborations entre les états-majors alliés, et entre la marine et l'armée de terre complétèrent ces mesures.

## Secret militaire

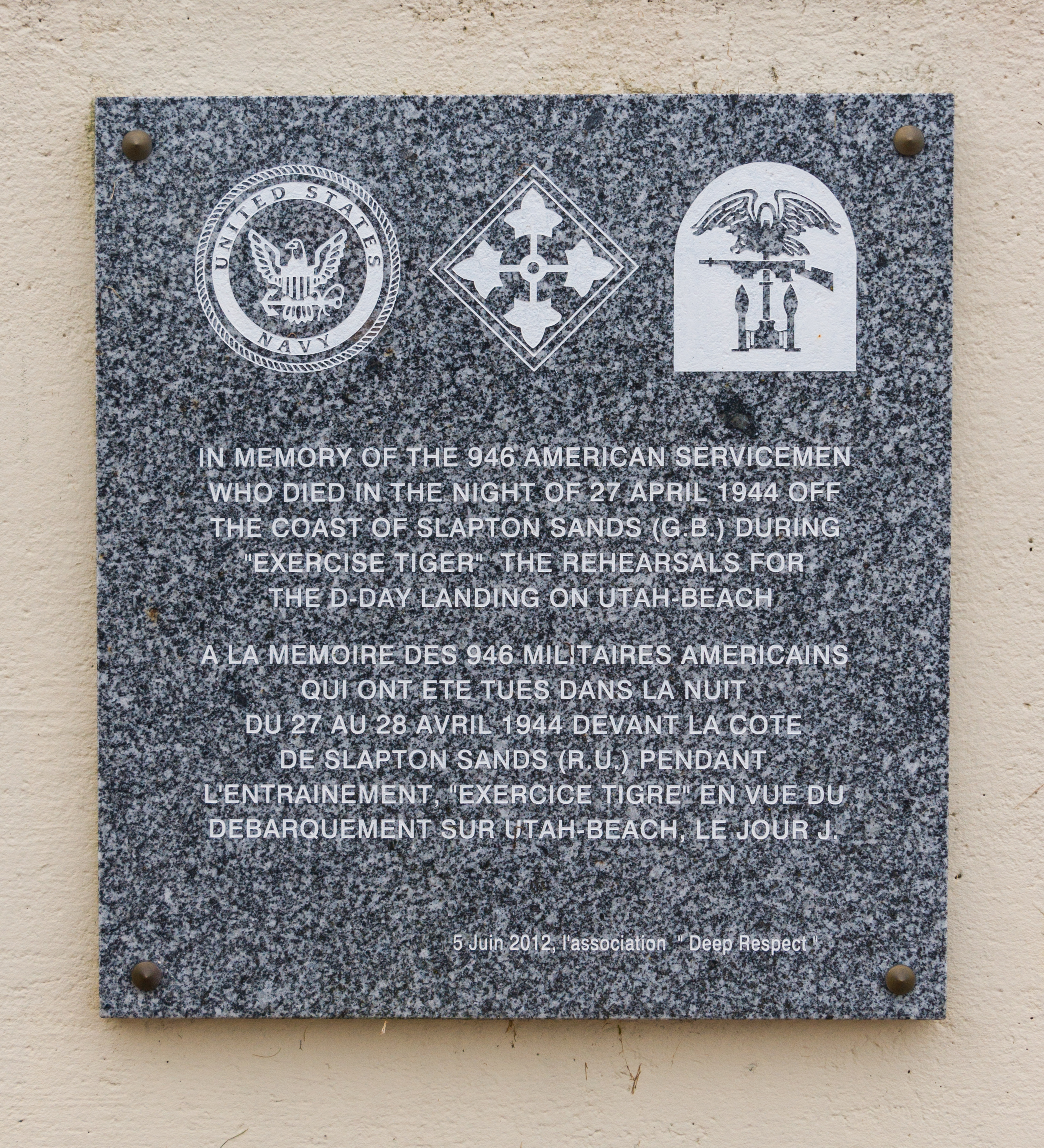
Plaque commémorative fixée contre un bunker à Utah Beach.

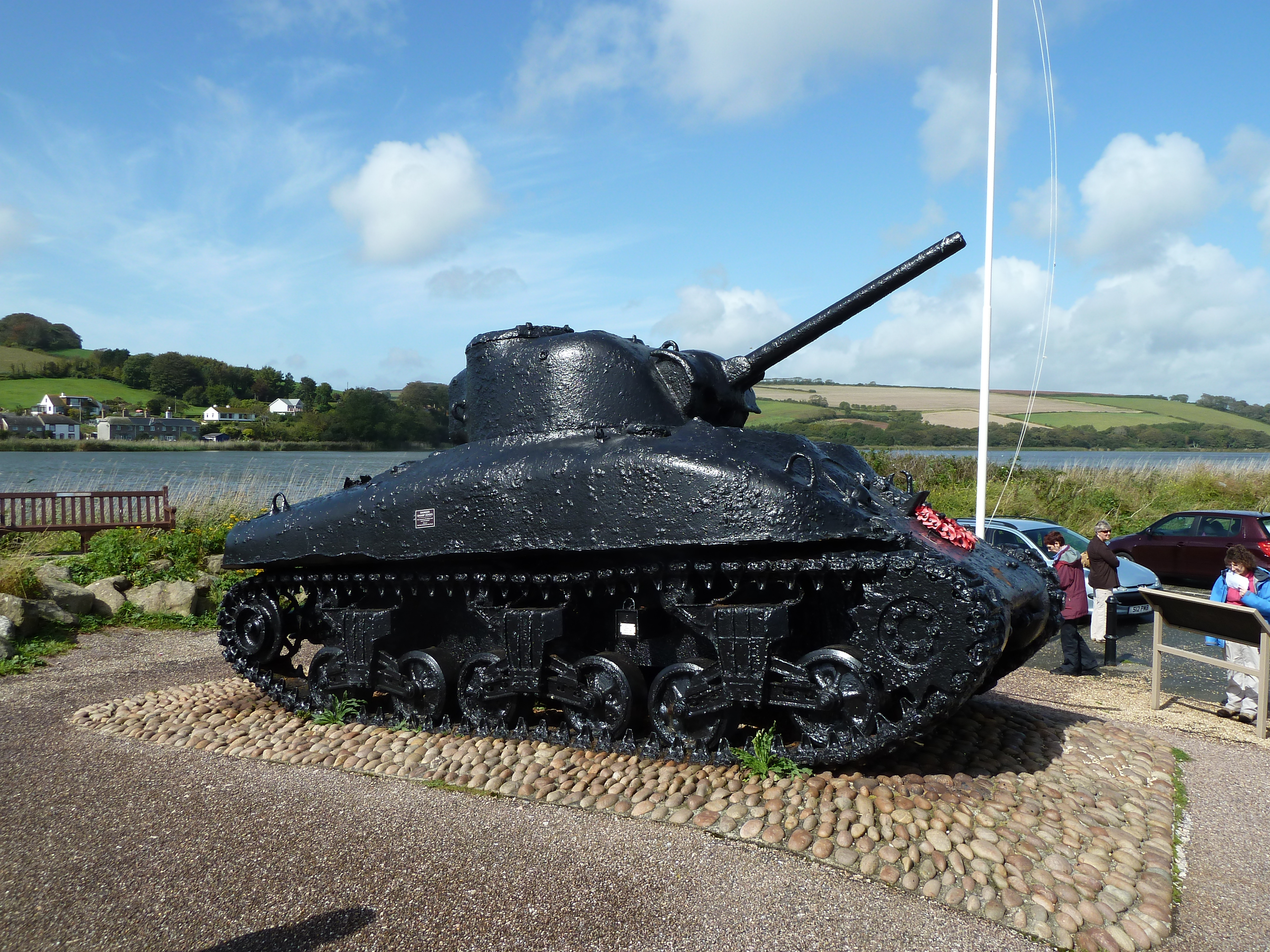
M4 Sherman à Slapton Sands.

Le plus strict secret militaire fut longtemps entretenu sur cet événement, qui fut longtemps méconnu des historiens.

## Mémoriaux
- En 1984, un char M4 Sherman a été renfloué sur la plage de Slapton Sands. En 2006, l'association Slapton Sands Memorial Tank Limited, a créé un mémorial plus important répertoriant les noms de toutes les victimes.
- Une plaque a été inaugurée, en 1995, au cimetière national d'Arlington, aux États-Unis.
- En 1997, l'association Exercise Tiger, des vétérans de l'opération Tigre, a créé un mémorial (ancre) dans le Missouri, aux États-Unis.
- En 2012, une plaque commémorative a été inaugurée à Utah Beach.
- Un M4 Sherman sert de mémorial dans le parc Fort Rodman (en) à New Bedford, aux États-Unis.